# Leamington Hastings
Leamington Hastings est un village et une paroisse civile du Warwickshire, en Angleterre. Administrativement, il dépend du borough de Rugby.

## Histoire
Le nom du village est dû au fait qu'il se trouve juste au sud de la rivière Leam, et la partie « Hastings » est due à la famille « Hastang », les seigneurs médiévaux du manoir.
Le village comprend l'église de Tous les Saints et quelques hospices préservés du XVIIe siècle (1608), qui ont été largement restaurés en 1980-81,.
La carte du Warwickshire établie par Christopher Saxton  (édition 1637) comprend une curieuse transposition : Leamington Hastings apparaît comme Lemington Priors, et ce qu'on appelle maintenant Leamington Spa, ou Royal Leamington Spa, apparaît comme Lemington Hastings.
La première mention d'un bureau de poste à Leamington Hastings remonte à septembre 1845, lorsqu'un cachet postal fut émis. Le bureau de poste du village a fermé ses portes en mai 1979.
L'école de Leamington Hastings est située au sein du village.

## Géographie
La paroisse civile couvre Leamington Hastings elle-même, ainsi que les hameaux voisins de Broadwell, Hill et Kites Hardwick. Sa population au recensement de 2011 était de 440 habitants, augmentant légèrement pour atteindre 466 au recensement de 2021.
Le village se trouve à environ 11 km au sud-ouest de Rugby et à l'ouest de la route A426 entre Rugby et Southam. Au nord du village se trouve le réservoir Draycote Water.

## Galerie

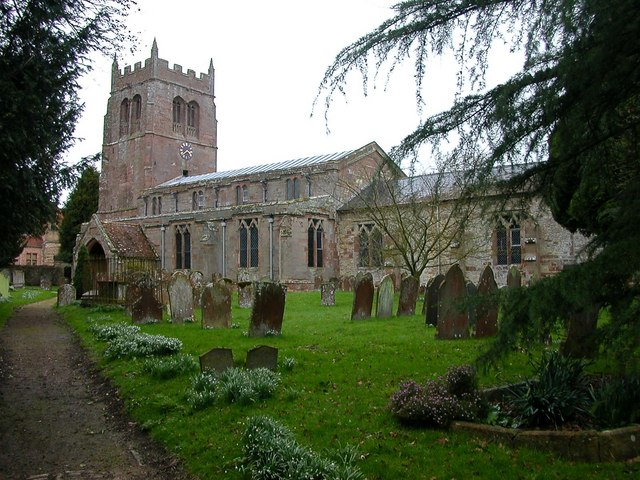
Eglise de tous les Saints.
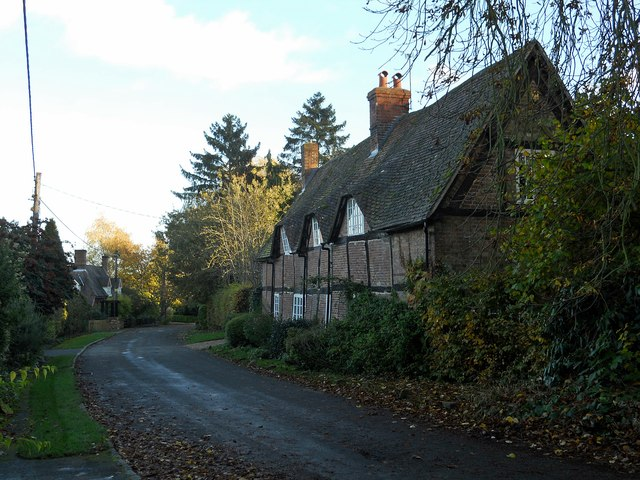
Leamington Hastings, Birdingbury Road.
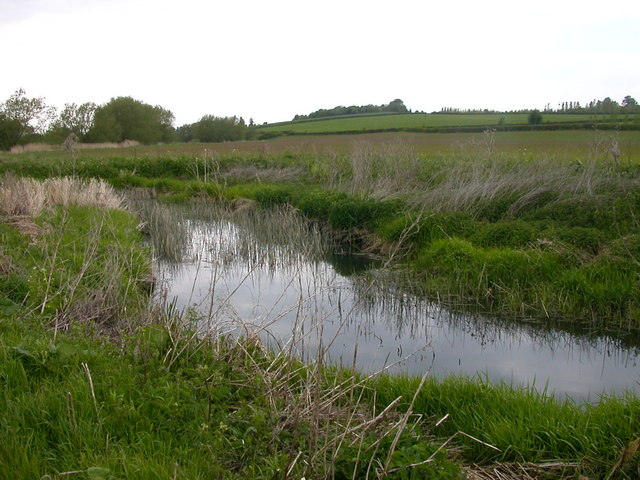
Leamington Hastings, la rivière Leam.

## Personnalités en lien avec le village
Le philosophe victorien Richard Congreve est né à Leamington Hastings.
Edward Sacheverell Wilmot fut seigneur du manoir de 1801 à 1819. D'eux descendit la dernière famille Wilmot-Sitwell de Horsley, Derbyshire.
Le révérend Degge Wilmot Sitwell, qui vivait au Manoir de Leamington Hastings, était vicaire de l'église. Son petit-fils était le major général Hervey Degge Wilmot Sitwell, né en 1896, qui servit comme officier général commandant les troupes britanniques à Java en 1942, lorsqu'il fut capturé par les forces japonaises et passa les trois années suivantes dans des camps de prisonniers de guerre japonais. Il fut nommé compagnon de l'Hervey Degge Wilmot Sitwell en 1946. De 1953 à 1968, il fut gardien de la Jewel House à Londres (le rôle a été combiné avec celui du gouverneur résident de la Tour de Londres).